# Julie de Graag
Anna Julia 'Julie' de Graag (Gorinchem, 18 juli 1877 - Den Haag, 2 februari 1924) was een Nederlands graficus, tekenaar en schilder.

## Biografie
Julie de Graag werd in Gorinchem geboren, maar volgde haar ouders naar Den Haag. Ze ging in 1890 aan de Koninklijke Academie van Beeldende Kunsten studeren en volgde opleidingen van J.J. Aarts en de Haagse kunstcriticus H.P. Bremmer, wiens beschermelinge zij zou worden. Ze wordt gerekend tot de kunstenaarsgroep Bremmerianen. Daarnaast haalde zij haar MO-akte tekenen.
In 1904 verhuisde De Graag naar Laren, Noord-Holland. Onder invloed van beeldhouwer Joseph Mendes da Costa en schilder Bart van der Leck ontwikkelde ze een meer gestileerde stijl. Ze onderhield een hechte vriendschap met Anna Egter van Wissekerke, die eveneens onder invloed van Bremmer werkte.
Julie de Graags woning brandde op nieuwjaarsnacht 1908 volledig af, waarbij veel van haar werk verloren ging. Naast haar werk als kunstenares gaf ze een paar uur per week tekenles op een meisjesschool in Utrecht. Haar gezondheidstoestand was voortdurend broos en zij verbleef daarom vaak bij haar ouders in Den Haag. Begin jaren twintig ging zij zowel fysiek als geestelijk sterk achteruit en moest stoppen met lesgeven. Dit kwam tot uiting in de thematiek van haar werk, die steeds morbider werd.
Op 46-jarige leeftijd pleegde Julie de Graag zelfmoord. Ze ligt begraven op Nieuw Eykenduynen in Den Haag.

## Werk
Julie de Graag schilderde bloemen, dierstudies en portretten, maar maakte vooral grafisch werk, zoals houtsneden van boerenfiguren (Larense boerenvrouwen), planten, dieren, portretten, ex librissen en dorpsgezichten. Het werk van De Graag is in art-nouveau-stijl, sober, maar verfijnd. Zij maakte gebruik van kopshout, dat door zijn hardheid lastiger te bewerken is dan langshout, maar veel fijnere drukken oplevert. Haar oeuvre is bescheiden gebleven.

## Collecties
Werk van haar is aanwezig in het Centraal Museum Utrecht, het Kröller-Müller Museum, het Museum voor Moderne Kunst Arnhem, Museum Boijmans van Beuningen, het Rijksmuseum Amsterdam, Teylers Museum en het Gemeentemuseum Den Haag, het Drents Museum Assen.

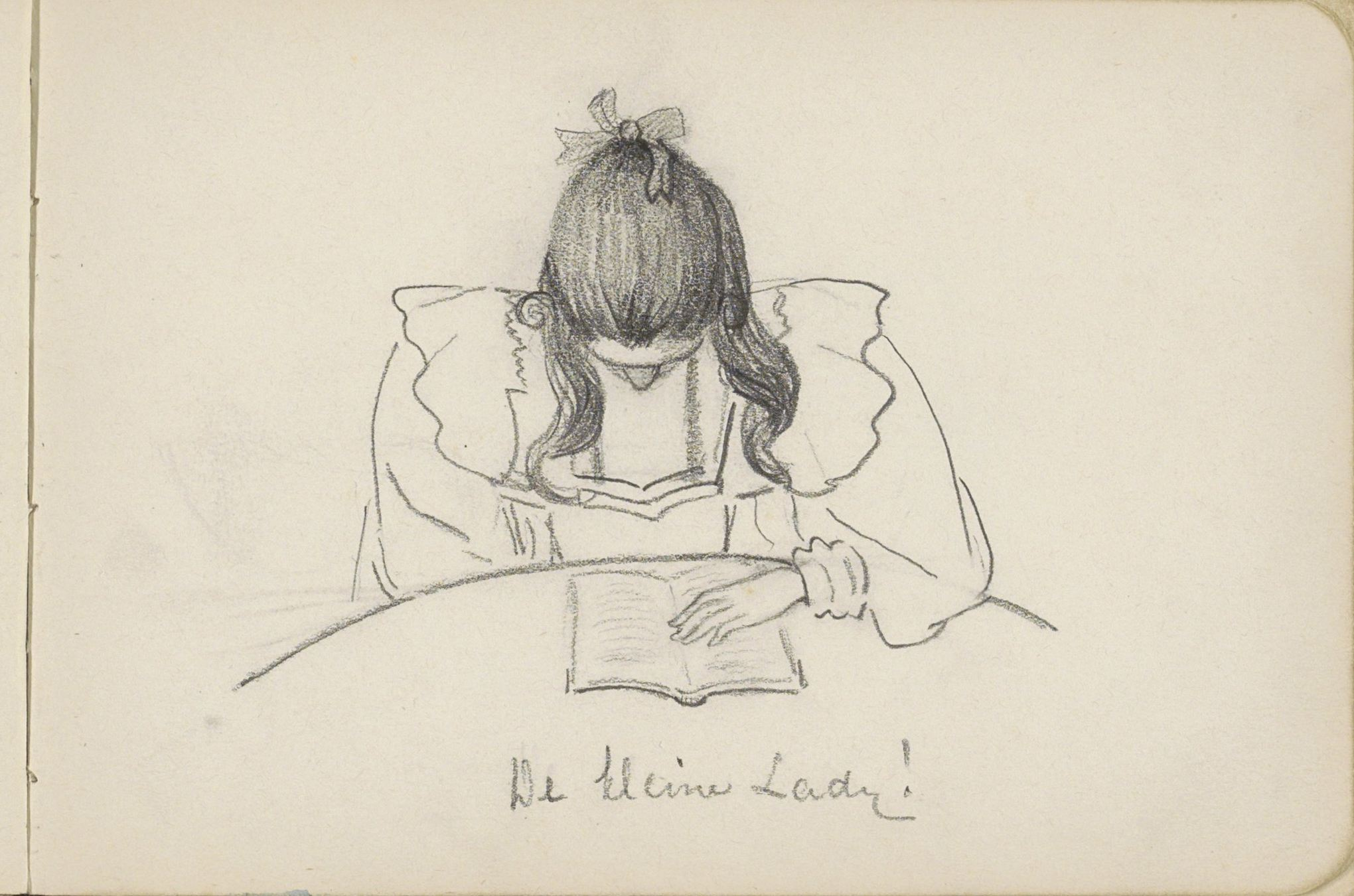
De kleine lady! potloodtekening (ca. 1894)
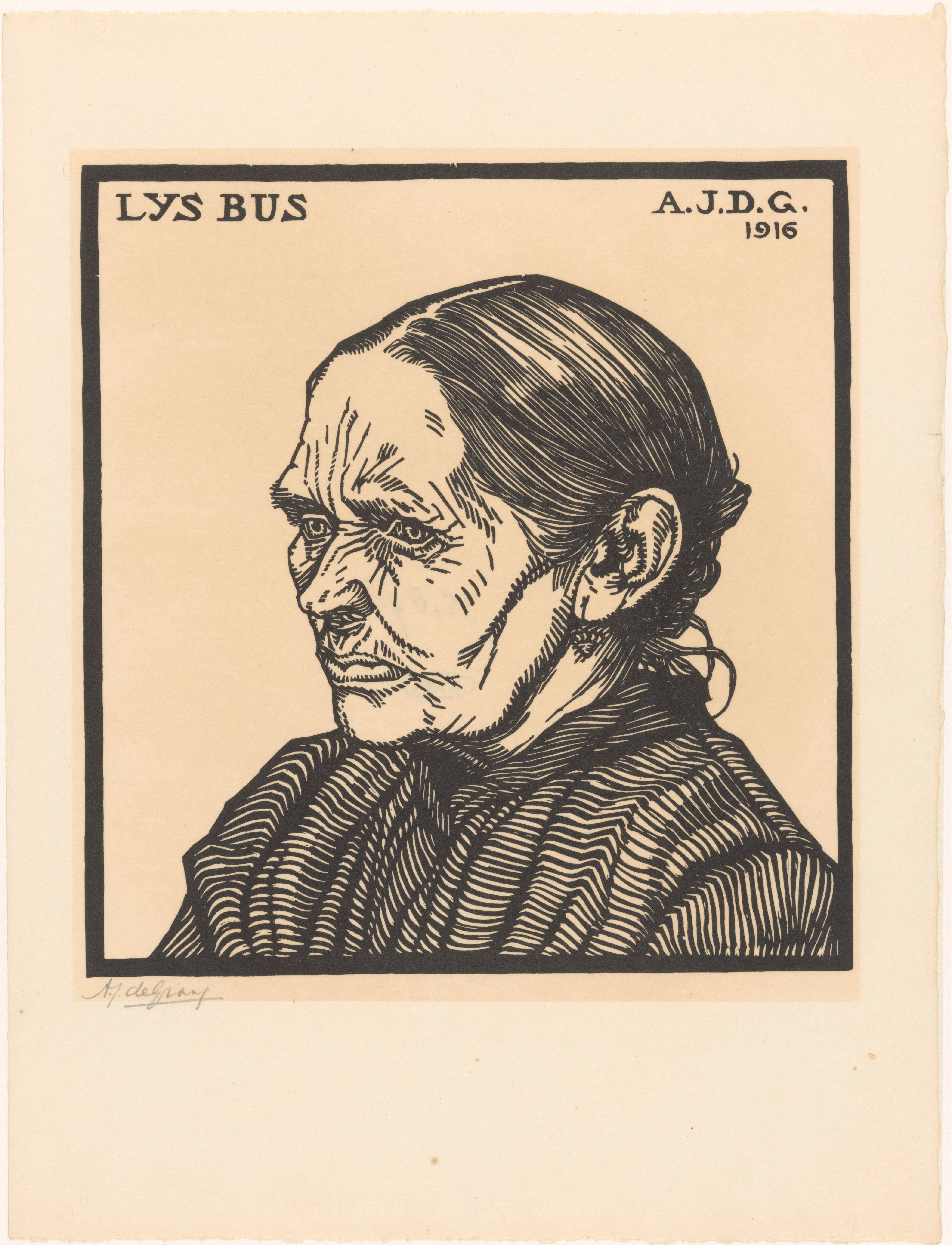
Portret van Lijs Bus (1916)
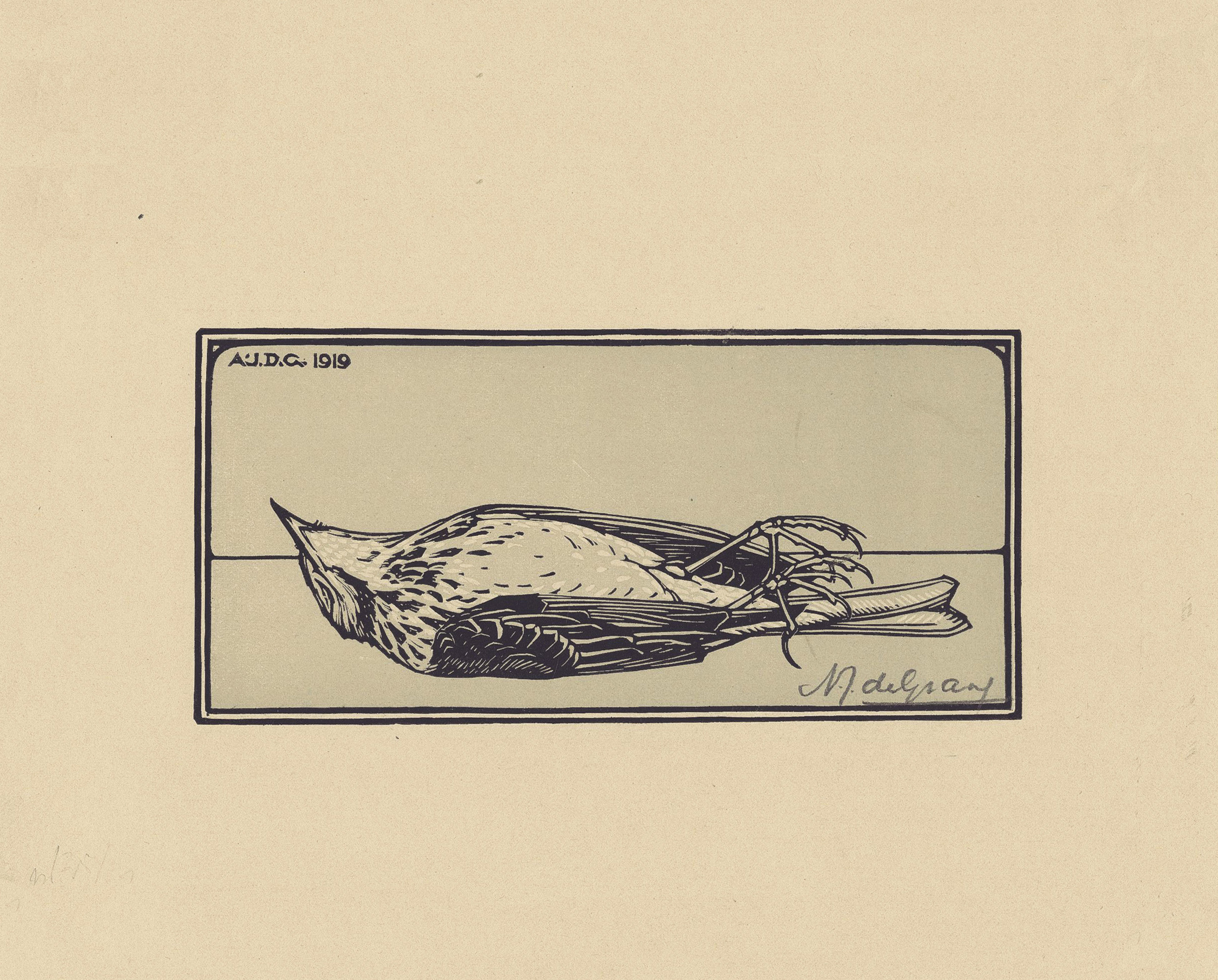
Dood Vogeltje (houtsnede, 1917)
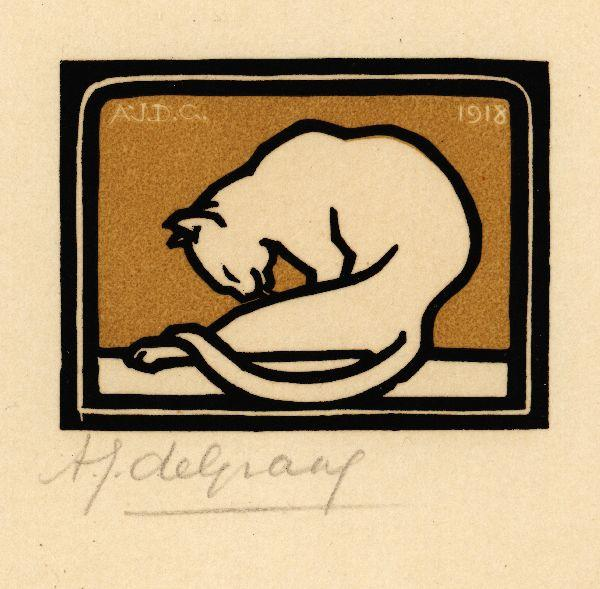
Poes (kleurenhoutsnede, 1918)
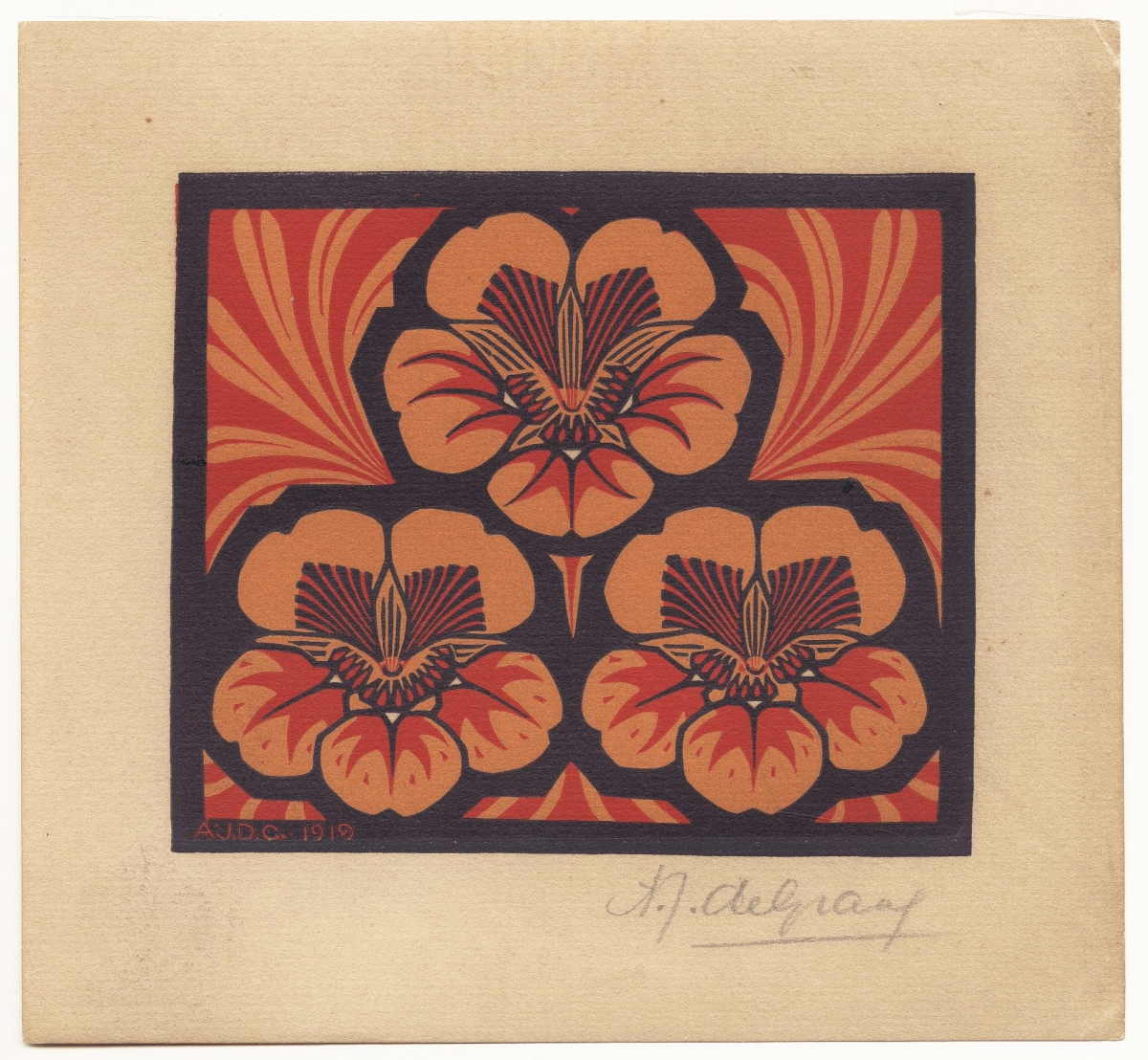
Oost-Indische kers (kleurenhoutsnede, 1919)
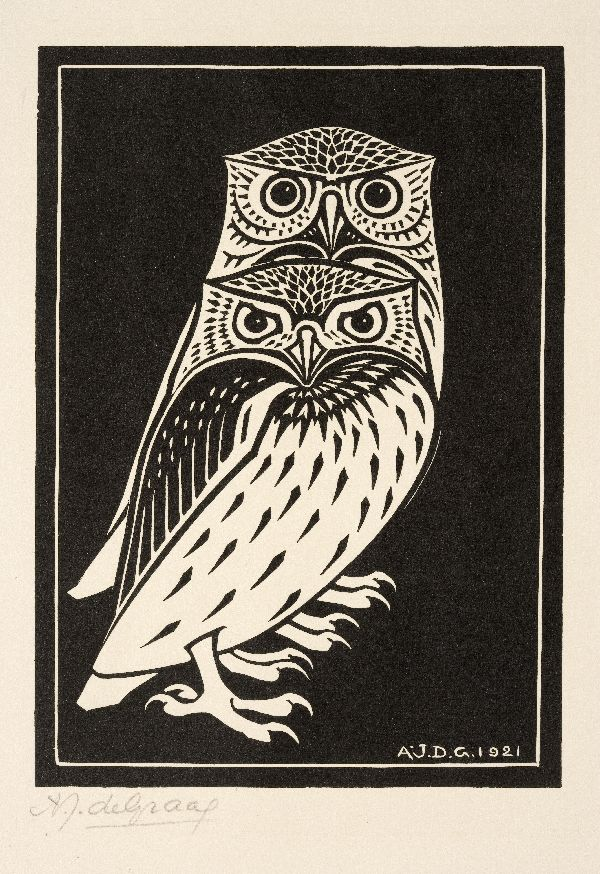
Twee uilen (houtsnede, 1921)